# Ghislaine Herbéra
Ghislaine Herbéra, née dans les Pyrénées-Orientales en mai 1972, est une scénographe, costumière et une auteure-illustratrice de livres pour la jeunesse française. Elle vit et travaille à Paris.

## Biographie
Ghislaine Herbéra est diplômée des Beaux-arts de Toulouse. Depuis 1996, elle réalise des scénographies, des costumes, des masques et des marionnettes pour le théâtre. En 2005, elle réalise son premier spectacle, Hansel et Gretel. En 2017, elle réalise les décors des Noces de Figaro, opéra en plein air, mis en scène par Julie Gayet.
Depuis 2009, elle se consacre à la création comme auteure-illustratrice tout en continuant à concevoir des scénographies de spectacles.
Pour Monsieur cent têtes, qu'elle a écrit et illustré, elle obtient le prix du premier album au Salon du livre jeunesse et de la presse de Montreuil en 2010 , et l'année suivante, le Prix BolognaRazzi dans la catégorie Première œuvre, à la Foire du livre de jeunesse de Bologne.

## Quelques publications
- Monsieur Cent Têtes, éditions MeMo, 2010
- La poupée cacahuète, éditions MeMo, 2011
- Le livre rouge ou Les aventures de Pépin le glouton, Didier jeunesse, 2011
- L'Heure bleue, éditions MeMo, 2014
- La Grenouille qui grimace, éditions MeMo, 2017
- Dans la forêt, éditions MeMo, 2020
- Ma mère est une femme à barbe, texte de Raphaële Frier, éditions Blast, 2022
- L'envol de Miette[7], texte de Anne Cortey, éditions À pas de loups, 2022
- Le Loup de Hobbes - Philonimo 9, texte de Alice Brière-Haquet, éditions 3œil, 2023

## Prix et distinctions
- Prix du Premier album au Salon du livre jeunesse de Montreuil 2010 pour Monsieur Cent Têtes
- Prix BolognaRagazzi, catégorie Opera prima (Première œuvre), Foire du livre de jeunesse de Bologne 2011[6],[8] pour Monsieur Cent Têtes